# Non si può morire dentro
Non si può morire dentro è una canzone incisa da Gianni Bella nel 1976 e vincitrice della XIII edizione del Festivalbar.

Autori del brano sono Giancarlo Bigazzi (parole) e lo stesso Gianni Bella (musica).
Il singolo rimase per 10 settimane in testa alla hit parade italiana nell'estate del 1976, risultando in Italia il secondo singolo più venduto dell'anno dopo Ancora tu di Lucio Battisti.

Tradotto anche in lingua spagnola come De amor ya no se muere, il brano ottenne un buon successo anche nei paesi ispanofoni.

## Storia

### Composizione
Gianni Bella compose le note di Non si può morire dentro con il pianoforte appena acquistato con una parte dei soldi guadagnati grazie alle vendite del singolo Più ci penso.

### Il disco nella hit parade
Il disco entrò nella hit parade italiana il 12 giugno 1976, piazzandosi inizialmente all'8º posto.

Raggiunse la vetta della classifica il 12 luglio e vi rimase fino al 18 settembre, quando la prima posizione fu raggiunta da "Margherita" di Riccardo Cocciante.
| Posizione | 8 | 7 | 3 | 2 | 1 | 1 | 1 | 1 | 1 | 1 | 1 | 1 | 1 | 1 | 2 | 2 | 2 | 2 | 3 | 10 |

## Testo
Il testo parla di una storia d'amore finita: all'inizio lui lascia lei, la quale gli risponde: "Non si può morire dentro". Ma poi è lui che, dopo averla lasciata, si sente "morire" dentro.

## Tracce
1. Non si può morire dentro (Gianni Bella-Giancarlo Bigazzi) 4:03
2. T'amo

### Versione in lingua spagnola
1. De amor ya no se muere 4:00
2. Te amo 3:16

## Cover
- - 1992: Franco Morgia ex Beans, nella raccolta I grandi successi di Franco Morgia ex Beans Duck Record

## Citazioni
- Non si può morire dentro è citata nel brano Urna di Elio e le Storie Tese[1]